# Turnul Montparnasse
Tour Montparnasse este un zgârie-nori situat de-a lungul Avenue du Maine, Paris. Clădirea are 59 de etaje și are 209 metri. Clădirea a fost finalizată în 1973.
Turnul Montparnasse a fost folosit drept scenă pentru mai multe filme, precum La Tour Montparnasse infernale.
A fost cel mai înalt zgârie-nori din Franța până în 2011, când a fost depășit de Tour First, de 231 de metri. Rămâne cea mai înaltă clădire din Paris în afara cartierului de afaceri La Défense. Din februarie 2020, este a 14-a cea mai înaltă clădire din UE. Turnul a fost proiectat de arhitecții Eugène Beaudouin, Urbain Cassan și Louis Hoym de Marien și construit de Campenon Bernard.